# Austrochernes novaeguineae
Espèce
Synonymes
- Sundochernes novaeguineae Beier, 1965
- Troglochernes novaeguineae (Beier, 1965)

Austrochernes novaeguineae est une espèce de pseudoscorpions de la famille des Chernetidae.

## Distribution
Cette espèce est endémique des Hautes-Terres en Papouasie-Nouvelle-Guinée. Elle se rencontre sur le mont Giluwe.

## Description
La femelle holotype mesure 2,3 mm.
La femelle décrite par Harvey et Volschenk en 2007 mesure 2,48 mm.

## Systématique et taxinomie
Cette espèce a été décrite sous le protonyme Sundochernes novaeguineae par Beier en 1965. Elle a été placée dans le genre Troglochernes par Harvey et Volschenk en 2007 puis dans le genre Austrochernes par Harvey en 2018.

## Étymologie
Son nom d'espèce lui a été donné en référence au lieu de sa découverte, la Nouvelle-Guinée.

## Publication originale
- Beier, 1965 : Die Pseudoscorpioniden Neu-Guineas und der benachbarten Inseln. Pacific Insects, vol. 7, no 4, p. 749-796 (texte intégral).